# Jesus Buntu Burake
Die Statue Jesus Buntu Burake (indonesisch: Patung Yesus Kristus Memberkati, „Statue von Jesus Christus, dem Segnenden“) ist eine Statue von Jesus Christus in Makale in Tana Toraja, Süd-Sulawesi, Indonesien. Sie steht auf der Spitze des Hügels Buntu Burake auf etwa 1700 Metern über dem Meeresspiegel. Mit ihrer Gesamthöhe von 40 Metern überragt sie den Cristo Redentor in Rio de Janeiro als höchste Christusstatue der Welt.
Der Bau der Statue begann 2013 nach den Entwürfen von Supriadi, einem Künstler aus Yogyakarta, mit Unterstützung von Hardo Wardoyo Suwarto. Der Bau wurde politischerseits durch den Gouverneur von Süd-Sulawesi, Syahrul Yasin Limpo, gefördert. Die offizielle Einweihung fand am 23. Dezember 2018 durch den Präsidenten Indonesiens, Joko Widodo, statt, dessen Teilnahme die Einweihungsinschrift am Fuße der Statue bezeugt.
Sulawesi ist mit 90 % mehrheitlich muslimisch geprägt. Nur etwa 9 % der Bevölkerung sind Christen; so auch die überwiegende Mehrheit der Bevölkerung im Toraja Hochland, in der sich die Statue Jesus Buntu Burake befindet.